# Agrotis pheroa
Agrotis pheroa är en fjärilsart som beskrevs av Emilio Berio 1936. Agrotis pheroa ingår i släktet Agrotis och familjen nattflyn. Inga underarter finns listade i Catalogue of Life.